# .40 S&W
.40 S&W (.40 Smith & Wesson, 10 × 22 мм Сміт і Вессон) — поширений пістолетний набій американського походження.

## Історія
Розробка набою була розпочата відомою американською збройовою фірмою Smith & Wesson в 1986 році на замовлення ФБР. Безпосереднім приводом до початку роботи послужив інцидент, коли в перестрілці в Маямі два співробітники ФБР загинули через недостатню потужність їх штатних пістолетів і револьверів під 9 мм набій: при затриманні підозрюваних в пограбуваннях почалася стрільба, в якій один із злочинців отримав чисельні проникаючі поранення, від яких пізніше помер, проте під час самої перестрілки ці поранення не завадили йому вести вогонь зі своєї зброї і вбити агентів ФБР.
Після цієї події, ФБР почало випробування патронів калібру 9×19 mm Parabellum та .45 ACP, готуючись до заміни свого стандартного револьвера на напівавтоматичний пістолет. ФБР розробило серію практично орієнтованих тестів, що включають вісім тестових подій, які, на їхню думку, обґрунтовано представляють типи ситуацій, з якими агенти ФБР зазвичай стикаються під час стрілянини.

Під час випробувань боєприпасів калібру 9×19 мм і .45 ACP начальник відділу підготовки вогнепальної зброї ФБР Джон Холл вирішив включити випробування патрона 10 mm Auto, поставивши свій власний 10-мм напівавтомат Colt Delta Elite , і особисто споряджені боєприпаси. Випробування ФБР показали, що 10-міліметрова куля JHP вагою 170–180 г (11,0–11,7 г), що рухалася зі швидкістю 270–300 м/с, досягла бажаних кінцевих характеристик без сильної віддачі, пов’язаної зі звичайними 10 мм боєприпасів (400–430 м/с). ФБР зв’язалося зі компанією Smith & Wesson і попросило її розробити пістолет відповідно до специфікацій ФБР на основі існуючої широкоформатної моделі Smith & Wesson 4506.

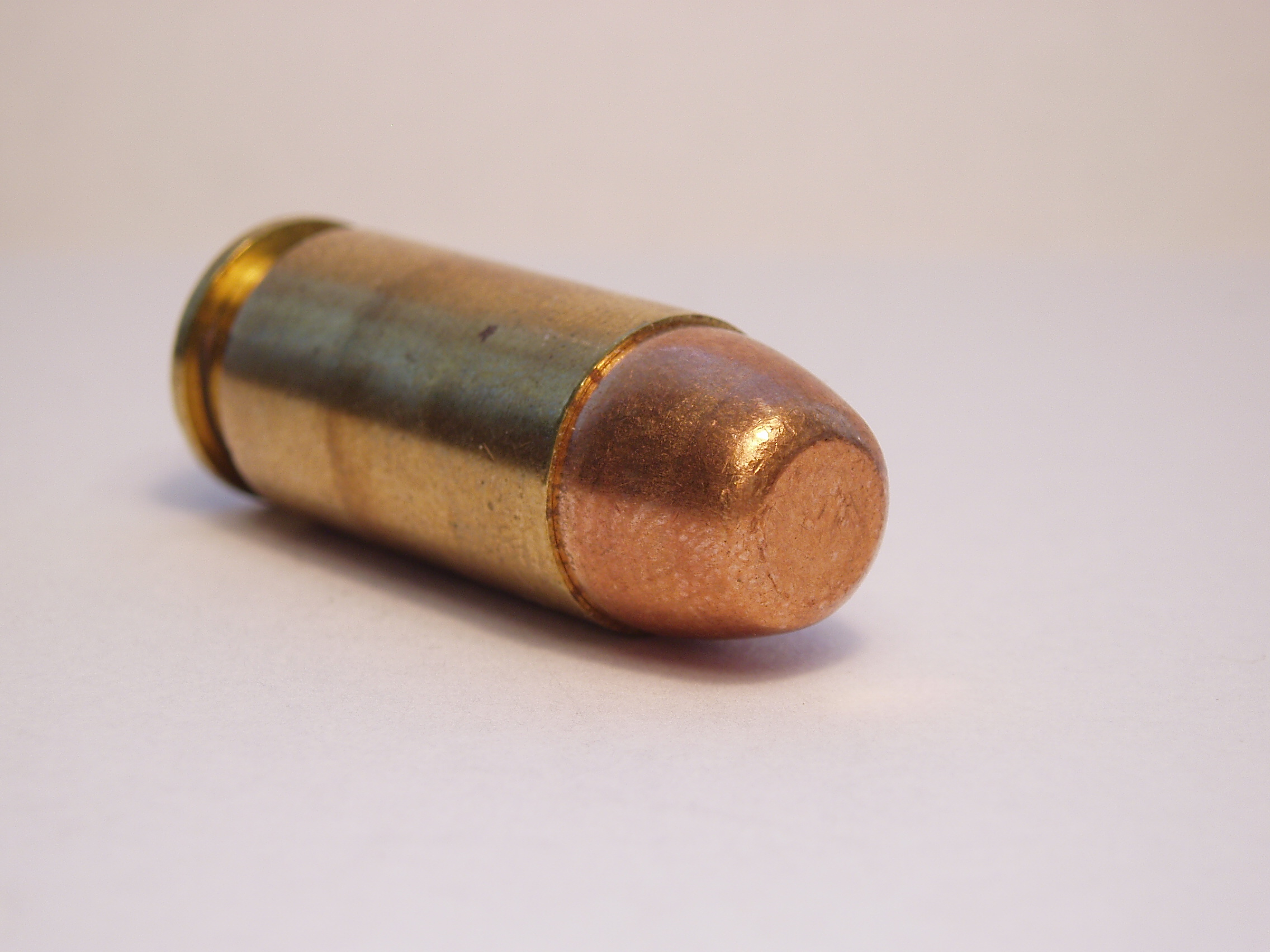
Набій .40 S&W FMJ

Конструктори пішли цим шляхом, залишивши калібр 10,16 мм, як в 10 мм Auto, але зменшивши довжину гільзи з 25,2 до 21,6 мм. Кулі в новому набої використовувалися ті ж, що і в 10 мм Auto, хоча ФБР визнало за можливе застосовувати як стандартні легші кулі. 
У серію набій .40 S&W пішов в 1990 році. Практично одночасно фірма Smith&Wesson почала серійний випуск і пістолетів під цей боєприпас.

## Особливості та використання

Геометричні розміри набою .40 S&W

Основною перевагою набою .40 S&W є відносно невеликий розмір, що дозволяє створювати компактні моделі зброї, в поєднанні з потужністю, яку можна порівняти з 10 мм Auto. Відбій при стрільбі ним порівняно невеликий, що дозволяє вести досить влучну стрільбу.
В результаті розробки вийшов набій, який має майже таку ж точність, як і 9x19 Parabellum, він також має енергетичну перевагу порівняно з 9x19 Parabellum і .45 ACP і має більш керовану віддачу, ніж 10 mm Auto.
Стандартна куля — оболонкова, тупоголова, зі свинцевою серцевиною, масою 11,66 г (180 гранів). Однак нині випускається чимало куль даного калібру з вагою, що значно відрізняється від стандартної і коливається в межах від 135 гранів до 200. При початковій швидкості кулі у 305—360 м/с її енергія складає 560—790 Дж.
Вдале поєднання в даному набої всіх основних параметрів (відбій, потужність, убивча здатність) дуже сприяли його швидкому успіху і прийняттю на озброєння силовими структурами, а також поширенню на збройовому ринку. Деякі автори вважають його ідеально відповідним боєприпасом для зброї правоохоронних органів. У США це зараз один з набоїв, який  найчастіше зустрічається, під який випускається найширший вибір моделей зброї.
Патрон .40 S&W також широко поширений і за межами США. Він випускається всіма великими збройовими фірмами. Це ж стосується і зброї під нього.
Набою .40 S&W все ще надають перевагу більша частина правоохоронного співтовариства на всіх рівнях, однак у найближчому майбутньому намічаються гучні дебати з приводу вибору оптимального калібру.